# Народна студия
„Народна студия“ е български драматичен театър. Основан от Георги Костов в София. Съществува в периода 1929 – 1932 г.

## История
Основан е от Георги Костов през 1929 г., драматург е Боян Дановски, а почетен председател – Васил Кирков. През 1929 – 1931 г. се нарича Плевенски общински театър „Народна студия“. Първото представление е „Вампир“ от Антон Страшимиров на 5 октомври 1929 г. в Плевен. Театърът издава списание „Народна студия“, с редактор Боян Дановски. След 1931 г. театралната трупа напуска Плевен и продължава да съществува като пътуващ театър. Театърът е разформирован през 1932 г. по искане на властите. През 1933 г. Георги Костов създава „Театър на народа“.

## Актьорски състав
В Плевенски общински театър „Народна студия“, 1929 – 1931 г. играят артистите: Елена Костова, Цено Кандов, Зора Македонска, В. Росенски, Александър Гюров, Иванка Касабова, Г. Топалов, Стефан Караламбов, Ат. Христов, Сия Москова, Мая Томова, Мишо Георгиев, Любомир Бобчевски, А. Тодоров, В. Димитров, Сия Дюлгерова, И. Кючукова.
В пътуващия театър, 1931 – 1932 г. играят артистите: Пенка Василева, Евлампия Петкова, М. Габровска, А. Тодоров, Елена Костова, Коста Райнов, И. Минчев, Георги Донев, Ина Русева, Д. Величкова, Т. Коларов, К. Бошнаков, К. Хаджимишев, Янаки Стоянов, Любен Попов, С. Тодорова.